# トリエ京王調布
トリエ京王調布（トリエけいおうちょうふ）は、東京都調布市布田および小島町に所在するショッピングセンター（SC）。京王線の連続立体交差事業により地下駅となった京王電鉄調布駅の地上部分に建設された駅ビルである。2017年9月29日にオープンした。

## 概要
調布駅は京王本線と相模原線の分岐地点にあたり、鉄道により長らく街の南北が分断されていたが、2012年「京王線・相模原線（調布駅付近）連続立体交差事業」によって鉄道が地下化された。トリエ京王調布はその跡地である地上部に開発された3館で構成されるSCである。
「調布らしいちょっとステキな生活」をコンセプトとしており、3つの建物（A・B・C館）から構成され、A館とB館・C館の間にはオープンスペースが設けられるとともに、路上に地上駅時代をモチーフとした線路も設置された。計画における一番のポイントは、駅があるA館と、最も離れたC館をいかに"結ぶ"かである。C館にはシネマコンプレックスを、その途中にあるB館には大型家電量販店を配置し、駅から離れた館に目的性の高い集客施設を連続させることで、街の東西軸であるA館からC館までの回遊性を高める計画とした。「トリエ」という名称は、「3」を意味するラテン語と「樹木」を意味するアイスランド語の造語だが、3館が3本の大樹として街に根差し、地域とともに成長していきたいという願いを込めている。
オープン時点の総テナント数は72店舗だったが、2022年8月現在は改札階の3店舗と、隣接する調布サウスゲートビル内の5店舗も含めて、総テナント数は77店舗となった。

### A館
デイリー性とセンスを併せ持つ、雑貨比率を高めた店舗構成で、来館頻度を高めながら日常への彩りを加えられる館とした。1階にはグローサラント型の関東最大級面積を誇る「成城石井」や京王線初出店の洋菓子店「アトリエうかい」などが出店。2・3階はファッションフロア、4階は京王百貨店のサテライトショップなどが出店するライフスタイルフロア。5階はレストランフロアとした。

### B館
エリア間競争力の強化と賑わい創出のため、5km圏において出店がなく、アンケートにより要望の高かった大型家電量販店「ビックカメラ」を誘致。1階駅前広場側には都内2店目の肉をコンセプトにしたカフェ「ニックストック(2025年閉店)」が出店した。

### C館
A・B館は買い物をする駅ビルタイプであるのに対し、C館は時間を過ごしてもらう館としており、調布の魅力を発信するMD、環境計画により「調布らしさ」を体現した館とした。1階にはオーナーが調布市出身在住の「猿田彦珈琲 調布焙煎ホール」、多摩川でのサイクリングをイメージした「コギー」などが出店。
イオンシネマシアタス調布
2～5階には、「映画のまち調布」のランドマークとなる「イオンシネマ シアタス調布」が入る。調布市は映画産業が盛んで「映画のまち調布」として町おこしを行っているにもかかわらず、2011年に市内で唯一の映画館であった調布パルコの「パルコ調布キネマ」が閉館して以来、市内に映画館が一軒もなくなっていたが、本施設の開業により市内に映画館が再設置されたことになる。このため当施設の開業時には「映画のまちに、映画館がないって問題だ。」というキャッチコピーが掲げられた。
| No. | 通常席 | 車椅子席 | 備考 |
| --- | ------ | -------- | --- |
| 1   | 150    | 2        | |
| 2   | 82     | 2        | 3D / ハイフレームレート対応 |
| 3   | 62     | 2        | - 旧・グランシアター - 62席中20席はハイグレードシート完備 - 3D対応 |
| 4   | 79     | 2        | |
| 5   | 213    | 2        | |
| ６  | 128    | 0        | - 4DX - 3D / ハイフレームレート対応 |
| 7   | 196    | 2        | 3D / ハイフレームレート対応 |
| 8   | 82     | 2        | |
| 9   | 98     | 2        | |
| 10  | 432    | 4        | - IMAXレーザー（2023年5月1日～） - 432席中26席はプレミアシート完備 - 3D / ハイフレームレート対応 - 開業当初は以下を採用していた - 「ULTIRA」 - 「GDC featuring dts-X」 |
| 11  | 62     | 2        | |

## デザイン
各館のデザインはアースカラー系の共通性の感じられるデザインとするとともに、足元回りについて廃レールを再利用したフレームに緑化やサイン、照明を仕込んだ「レールユニット」を連続して配置し、歩いて楽しい街を演出する仕掛けを施した。また街の活性化に貢献しつつ、事業の継続性を確保するため、イニシャルおよびランニングコストの低減に配慮した計画としており、断熱サンドイッチパネルによるシンプルな外装や簡易立体駐車場採用により事業費の低減に配慮した。

## 営業時間
以下は公式ウェブサイトによる（2018年3月現在）。
- A・B・C 館 ショップ 10:00 - 21:00（一部店舗によって営業時間が異なる）
- A・B・C 館 レストランフロア 11:00 - 23:00
- B館 ビックカメラ京王調布店 10:00 - 21:00
- C館 イオンシネマ シアタス調布 8:00 - 24:00

## ギャラリー

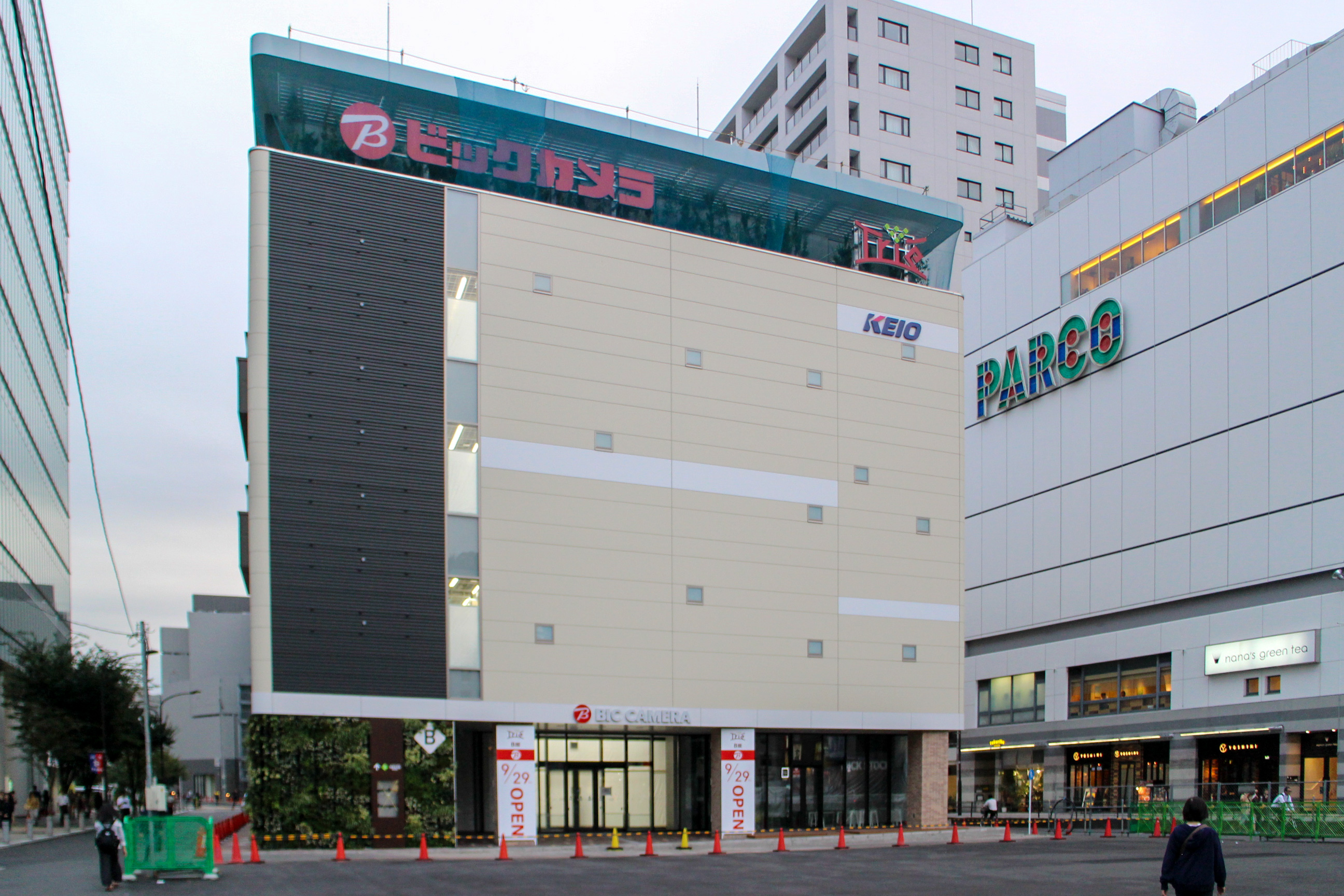
B館 ビックカメラ京王調布店
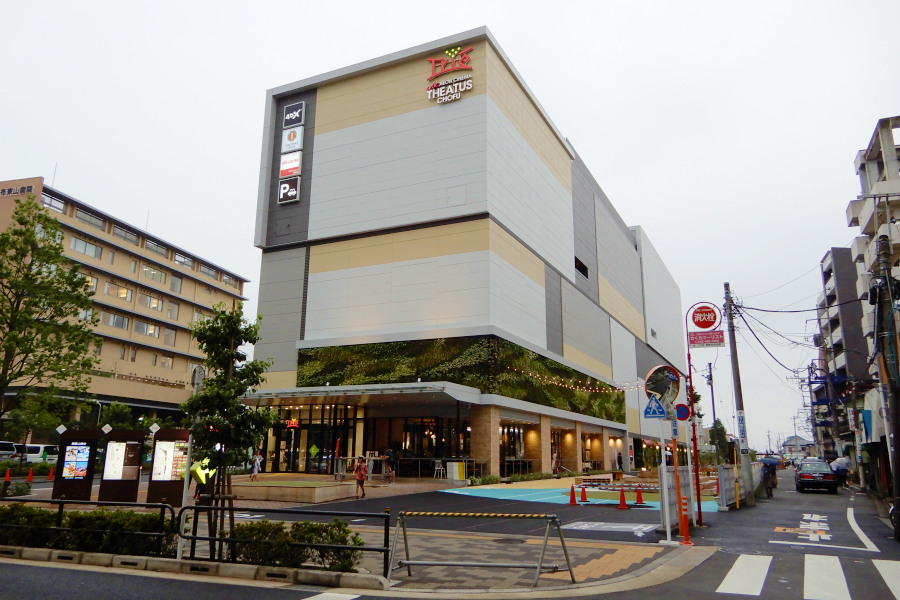
C館 イオンシネマ シアタス調布
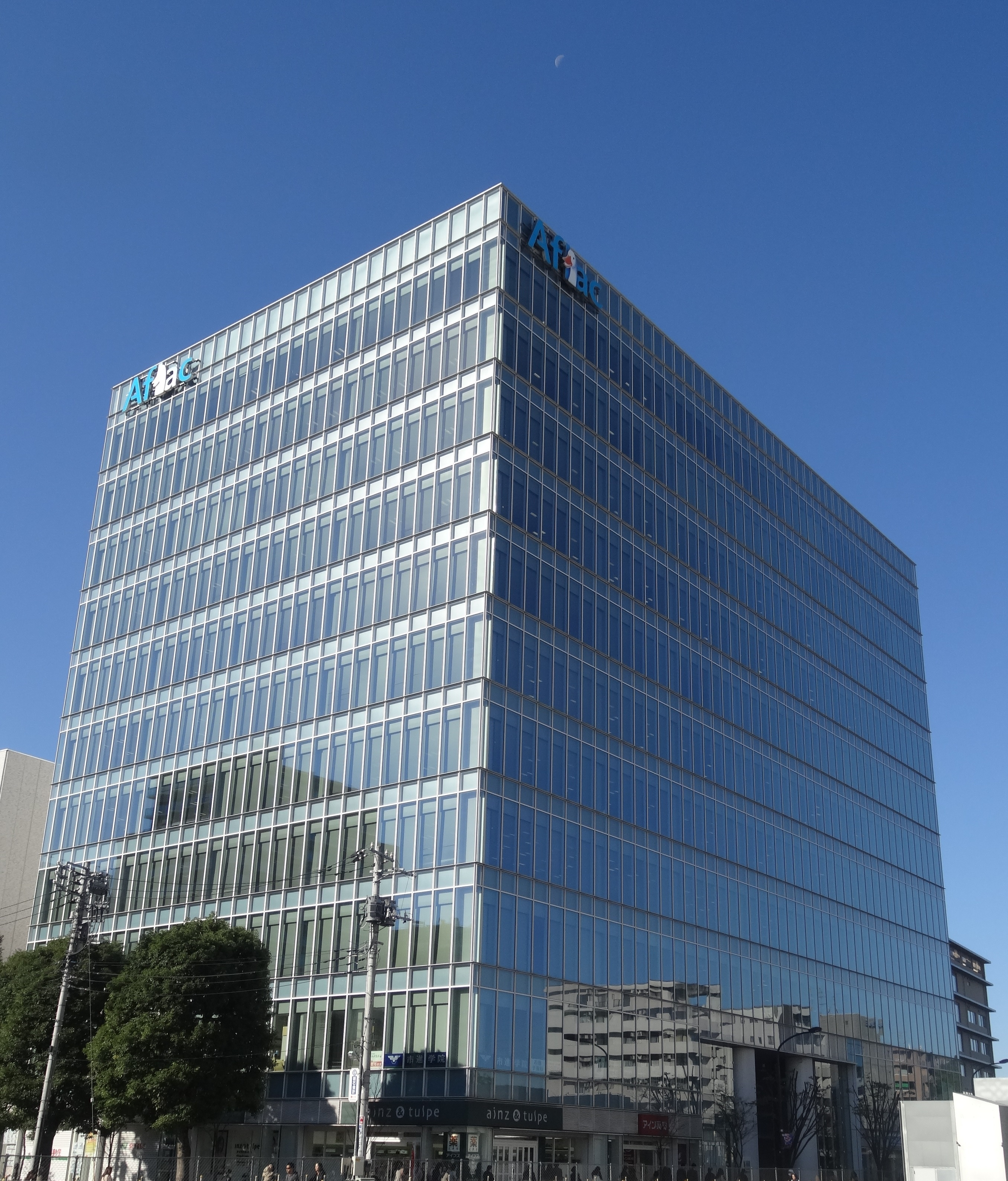
調布サウスゲートビル